# Rödhättad koua
Rödhättad koua (Coua ruficeps) är en fågel i familjen gökar inom ordningen gökfåglar.

## Utbredning och systematik
Rödhättad koua förekommer i lågland på nordvästra Madagaskar. Tidigare inkluderades spikskogskouan (C. olivaceiceps) i arten, men denna urskiljs sedan 2014 som egen art av Birdlife International och IUCN, sedan 2024 även av IOC.

## Status
IUCN kategoriserar den som livskraftig.